# Mirja
Mirja est un prénom féminin finnois pouvant désigner:

## Prénom
- Mirja Boes (née en 1971), actrice et chanteuse allemande
- Mirja (sv) Breitholtz, compositrice et producteure suédoise
- Mirja Dorny (en) (née en 1985), joueur allemande de football
- Mirja Hietamies (1931-2013), fondeuse finlandaise
- Mirja Jämes (en) (1924-2020), joueur finlandaise de hurdler
- Mirja Lehtonen (1942-2009), fondeuse finlandaise
- Mirja Mane (en) (1929-1974), actrice finlandaise
- Mirja Ojanen (en), compétiteur en ski d'orientation
- Mirja Puhakka (en) (née en 1955), skieuse finlandaise en ski d'orientation
- Mirja Ryynänen (née en 1944), femme politique finlandaise
- Mirja Turestedt (en) (née en 1972), actrice suédoise
- Mirja Vehkaperä (née en 1976), femme politique finlandaise